# Эгри
«Эгри» — венгерский футбольный клуб из города Эгер, выступающий в Шопрони-лиге. Клуб основан в 1907 году, воссоздан в 2005 году. Домашние матчи команда проводит на стадионе «Жентмаржай Тибор Вароши», вмещающем 6 000 зрителей. Заняв первое место в чемпионате II в сезоне 2011/12, «Эгри» получил право в сезоне 2012/13 дебютировать в высшем дивизионе.

## Известные игроки
- Карим Бенунес
- Норберт Немет